# Nikołaj Jermołow (generał)
Nikołaj Siergiejewicz Jermołow (ros. Николай Сергеевич Ермолов; ur. 16 września?/28 września 1853, zm. 22 stycznia 1924 w Londynie) – rosyjski generał porucznik Sztabu Generalnego od 29 marca 1909.

## Życiorys
Ukończył Imperatorski Uniwersytet Petersburski, zdał egzaminy oficerskie przy Michajłowskiej Szkole Artylerii, ukończył Nikołajewską Akademię Sztabu Generalnego jako jeden z przodujących.
Był dowódcą eskadronu, starszym adiutantem sztabu korpusu gwardyjskiego, oberoficerem przy sztabie wojsk gwardii i Petersburskiego Okręgu Wojskowego, szef Oddziału sztabu Twierdzy Kronsztadzkiej. 
Od 07 stycznia 1891 do 2 marca 1905 był agentem wojskowym w Londynie.
Szef wojskowego oddziału statystycznego Zarządu Generalnego Kwatermistrzostwa Sztabu Głównego (2.03.1905 – 10.05.1906).
Generał do poruczeń przy szefie Sztabu Generalnego (10.05.1906 – 20.02.1907), agent wojskowy w Wielkiej Brytanii (20.02.1907 – 1.08.1916). 
Po rewolucji październikowej formalnie nadal wypełniał swoje obowiązki, wchodząc w skład gabinetu byłego ministra spraw zagranicznych Rosji Siergieja Sazonowa.